# 南アルタイ語
南アルタイ語（Southern Altai）はテュルク諸語に属する言語である。オイロト語（Oirot）、オイロート語（Oyrot）とも呼ばれる。ロシア、モンゴル、中華人民共和国、カザフスタンが国境を接する付近のロシア側で話されている。
北アルタイ語とは相互理解性（mutual intelligibility）が無い。アルタイ共和国で制定されている標準アルタイ語は南アルタイ語が基礎となっている。方言にはAltai ProperとTalangitがある。